# Jouy-aux-Arches
Jouy-aux-Arches là một xã trong vùng Grand Est, thuộc tỉnh Moselle, quận Metz-Campagne, tổng Ars-sur-Moselle. Tọa độ địa lý của xã là 49° 03' vĩ độ bắc, 06° 04' kinh độ đông. Jouy-aux-Arches nằm trên độ cao trung bình là 180 mét trên mực nước biển, có điểm thấp nhất là 165 mét và điểm cao nhất là 314 mét. Xã có diện tích 6,01 km², dân số vào thời điểm 1999 là 1559 người; mật độ dân số là 259 người/km².

## Thông tin nhân khẩu
| 1962  | 1968  | 1975  | 1982  | 1990  | 1999  |
| ----- | ----- | ----- | ----- | ----- | ----- |
| 1 236 | 1 271 | 1 317 | 1 339 | 1 493 | 1 559 |